# Судаковка
Судако́вка (рос. Судаковка) — селище у складі Переволоцького району Оренбурзької області, Росія.

## Населення
Населення — 88 осіб (2010; 97 у 2002).
Національний склад (станом на 2002 рік):
- росіяни — 48 %